# EPrix de Tokyo 2024
GP précédent GP suivant
Le ePrix de Tokyo 2024, disputé le 30 mars 2024, sur le Circuit urbain de Tokyo à Tokyo est la 121e épreuve du championnat du monde de Formule E courue depuis 2014. Il s'agit de la 1re édition du ePrix de Tokyo comptant pour le championnat du monde et de la cinquième manche du championnat 2023-2024.

## Essais libres

### Première séance, le vendredi de 16 h 25 à 17 h 15
| Pos. | Pilote    | Voiture | Chrono         | Écart     |
| ---- | --------- | ------- | -------------- | --------- |
| 1    | {{}} [[]] | [[]]    | 0 min 00 s 000 |           |
| 2    | {{}} [[]] | [[]]    | 0 min 00 s 000 | + 0 s 000 |
| 3    | {{}} [[]] | [[]]    | 0 min 00 s 000 | + 0 s 000 |
| 4    | {{}} [[]] | [[]]    | 0 min 00 s 000 | + 0 s 000 |
| 5    | {{}} [[]] | [[]]    | 0 min 00 s 000 | + 0 s 000 |
| 6    | {{}} [[]] | [[]]    | 0 min 00 s 000 | + 0 s 000 |

### Deuxième séance, le samedi de 7 h 55 à 8 h 45
| Pos. | Pilote    | Voiture | Chrono         | Écart     |
| ---- | --------- | ------- | -------------- | --------- |
| 1    | {{}} [[]] | [[]]    | 0 min 00 s 000 |           |
| 2    | {{}} [[]] | [[]]    | 0 min 00 s 000 | + 0 s 000 |
| 3    | {{}} [[]] | [[]]    | 0 min 00 s 000 | + 0 s 000 |
| 4    | {{}} [[]] | [[]]    | 0 min 00 s 000 | + 0 s 000 |
| 5    | {{}} [[]] | [[]]    | 0 min 00 s 000 | + 0 s 000 |
| 6    | {{}} [[]] | [[]]    | 0 min 00 s 000 | + 0 s 000 |

## Séance de qualifications

### Groupes de qualifications
| Groupes  | Groupes | Groupes | Groupes | Groupes | Groupes | Groupes | Groupes | Groupes | Groupes | Groupes | Groupes |
| -------- | ------- | ------- | ------- | ------- | ------- | ------- | ------- | ------- | ------- | ------- | ------- |
| Groupe A | JEV     | VAN     | CAS     | EVA     | ROW     | DEV     | MUE     | FRI     | DIG     | NAT     | SET     |
| Groupe B | BUE     | GUE     | WEH     | FEN     | BIR     | DAR     | TIC     | DAC     | HUG     | DEN     | MOR     |

| Pos. | Pilote | Écurie | Chrono |
| ---- | ------ | ------ | ------ |
| 1    |        |        |        |
| 2    |        |        |        |
| 3    |        |        |        |
| 4    |        |        |        |
| 5    |        |        |        |
| 6    |        |        |        |
| 7    |        |        |        |
| 8    |        |        |        |
| 9    |        |        |        |
| 10   |        |        |        |
| 11   |        |        |        |

| Pos. | Pilote | Écurie | Chrono |
| ---- | ------ | ------ | ------ |
| 1    |        |        |        |
| 2    |        |        |        |
| 3    |        |        |        |
| 4    |        |        |        |
| 5    |        |        |        |
| 6    |        |        |        |
| 7    |        |        |        |
| 8    |        |        |        |
| 9    |        |        |        |
| 10   |        |        |        |
| 11   |        |        |        |

### Duels de qualifications
|  | Quart de finale | Quart de finale | Quart de finale |           |  | Demi-finale | Demi-finale | Demi-finale |  |  | Finale | Finale    | Finale |
|  |                 |                 |                 |           |  |             |             |             |  |  |        |           |        |
|  | A3              | {{}} [[]]       |                 |           |  |             |             |             |  |  |        |           |        |
|  | A2              | {{}} [[]]       |                 |           |  |             |             |             |  |  |        |           |        |
|  | A2              | {{}} [[]]       | {{}} [[]]       |           |  |             |             |             |  |  |        |           |        |
|  |                 |                 |                 |           |  |             |             |             |  |  |        |           |        |
|  |                 |                 | {{}} [[]]       |           |  |             |             |             |  |  |        |           |        |
|  | A4              | {{}} [[]]       |                 |           |  |             |             |             |  |  |        |           |        |
|  | A4              | {{}} [[]]       |                 |           |  |             |             |             |  |  |        |           |        |
|  | A1              | {{}} [[]]       |                 |           |  |             |             |             |  |  |        |           |        |
|  |                 |                 |                 |           |  |             |             |             |  |  |        | {{}} [[]] |        |
|  |                 |                 |                 | {{}} [[]] |  |             |             |             |  |  |        |           |        |
|  | B3              | {{}} [[]]       |                 |           |  |             |             |             |  |  |        |           |        |
|  | B2              | {{}} [[]]       |                 |           |  |             |             |             |  |  |        |           |        |
|  | B2              | {{}} [[]]       | {{}} [[]]       |           |  |             |             |             |  |  |        |           |        |
|  |                 |                 |                 |           |  |             |             |             |  |  |        |           |        |
|  |                 |                 | {{}} [[]]       |           |  |             |             |             |  |  |        |           |        |
|  | B4              | {{}} [[]]       |                 |           |  |             |             |             |  |  |        |           |        |
|  | B4              | {{}} [[]]       |                 |           |  |             |             |             |  |  |        |           |        |
|  | B1              | {{}} [[]]       |                 |           |  |             |             |             |  |  |        |           |        |

### Résultats des qualifications et grille de départ
| Pos. | Pilote | Écurie | Groupe de qualification | Qualifications Groupe | Qualifications Quart de finale | Qualifications Demi-finale | Qualifications Finale |
| ---- | ------ | ------ | ----------------------- | --------------------- | ------------------------------ | -------------------------- | --------------------- |
| 1    |        |        |                         |                       |                                |                            |                       |
| 2    |        |        |                         |                       |                                |                            |                       |
| 3    |        |        |                         |                       |                                |                            |                       |
| 4    |        |        |                         |                       |                                |                            |                       |
| 5    |        |        |                         |                       |                                |                            |                       |
| 6    |        |        |                         |                       |                                |                            |                       |
| 7    |        |        |                         |                       |                                |                            |                       |
| 8    |        |        |                         |                       |                                |                            |                       |
| 9    |        |        |                         |                       |                                |                            |                       |
| 10   |        |        |                         |                       |                                |                            |                       |
| 11   |        |        |                         |                       |                                |                            |                       |
| 12   |        |        |                         |                       |                                |                            |                       |
| 13   |        |        |                         |                       |                                |                            |                       |
| 14   |        |        |                         |                       |                                |                            |                       |
| 15   |        |        |                         |                       |                                |                            |                       |
| 16   |        |        |                         |                       |                                |                            |                       |
| 17   |        |        |                         |                       |                                |                            |                       |
| 18   |        |        |                         |                       |                                |                            |                       |
| 19   |        |        |                         |                       |                                |                            |                       |
| 20   |        |        |                         |                       |                                |                            |                       |
| 21   |        |        |                         |                       |                                |                            |                       |
| 22   |        |        |                         |                       |                                |                            |                       |

## Course

### Classement de la course
| Pos. | no | Pilote                 | Écurie                           | Tours | Temps/Abandon   | Grille | Points |
| ---- | -- | ---------------------- | -------------------------------- | ----- | --------------- | ------ | ------ |
| 1    | 7  | Maximilian Günther     | Maserati MSG Racing              | 35    | 53 min 34 s 665 | 2      | 25 + 1 |
| 2    | 22 | Oliver Rowland         | Nissan Formula E Team            | 35    | +0 s 755        | 1      | 18 + 3 |
| 3    | 1  | Jake Dennis            | Andretti Formula E               | 35    | +1 s 405        | 5      | 15     |
| 4    | 13 | António Félix da Costa | TAG Heuer Porsche Formula E Team | 35    | +1 s 822        | 9      | 12     |
| 5    | 94 | Pascal Wehrlein        | TAG Heuer Porsche Formula E Team | 35    | +3 s 897        | 7      | 10     |
| 6    | 17 | Norman Nato            | Andretti Formula E               | 35    | +4 s 983        | 11     | 8      |
| 7    | 51 | Nico Müller            | ABT CUPRA Formula E Team         | 35    | +5 s 542        | 8      | 6      |
| 8    | 37 | Nick Cassidy           | Jaguar TCS Racing                | 35    | +5 s 929        | 19     | 4      |
| 9    | 4  | Robin Frijns           | Envision Racing                  | 35    | +6 s 504        | 10     | 2      |
| 10   | 3  | Sérgio Sette Câmara    | ERT Formula E Team               | 35    | +7 s 016        | 4      | 1      |
| 11   | 23 | Sacha Fenestraz        | Nissan Formula E Team            | 35    | +7 s 583        | 20     |        |
| 12   | 25 | Jean-Éric Vergne       | DS Penske                        | 35    | +8 s 467        | 14     |        |
| 13   | 16 | Sébastien Buemi        | Envision Racing                  | 35    | +8 s 859        | 21     |        |
| 14   | 5  | Jake Hughes            | Neom McLaren Formula E Team      | 35    | +9 s 316        | 13     |        |
| 15   | 9  | Mitch Evans            | Jaguar TCS Racing                | 35    | +9 s 573        | 6      |        |
| 16   | 2  | Stoffel Vandoorne      | DS Penske                        | 35    | +9 s 735        | 18     |        |
| 17   | 18 | Jehan Daruvala         | Maserati MSG Racing              | 35    | +15 s 096       | 17     |        |
| 18   | 33 | Dan Ticktum            | ERT Formula E Team               | 35    | +49 s 418       | 16     |        |
| DNF  | 8  | Sam Bird               | Neom McLaren Formula E Team      | 34    |                 | 22     |        |
| DNF  | 11 | Lucas di Grassi        | ABT CUPRA Formula E Team         | 17    |                 | 15     |        |
| DNF  | 21 | Nyck de Vries          | Mahindra Racing                  | 17    |                 | 12     |        |
| DSQ  | 48 | Edoardo Mortara        | Mahindra Racing                  |       |                 | 3      |        |

## Classements généraux à l'issue de la course
| Pos. | Pilote                 | Écurie    | Points |
| ---- | ---------------------- | --------- | ------ |
| 1    | Pascal Wehrlein        | Porsche   | 63     |
| 2    | Nick Cassidy           | Jaguar    | 61     |
| 3    | Oliver Rowland         | Nissan    | 54     |
| 4    | Jake Dennis            | Andretti  | 53     |
| 5    | Maximilian Günther     | Maserati  | 48     |
| 6    | Mitch Evans            | Jaguar    | 39     |
| 7    | Jean-Éric Vergne       | DS Penske | 39     |
| 8    | Sam Bird               | McLaren   | 37     |
| 9    | Robin Frijns           | Envision  | 21     |
| 10   | Sébastien Buemi        | Envision  | 20     |
| 11   | António Félix da Costa | Porsche   | 20     |
| 12   | Jake Hughes            | McLaren   | 18     |
| 13   | Stoffel Vandoorne      | DS Penske | 18     |
| 14   | Norman Nato            | Andretti  | 17     |
| 15   | Sacha Fenestraz        | Nissan    | 8      |
| 16   | Nico Müller            | Cupra     | 6      |
| 17   | Sérgio Sette Câmara    | ERT       | 3      |

| Pos. | Écurie                           | Points |
| ---- | -------------------------------- | ------ |
| 1    | Jaguar TCS Racing                | 100    |
| 2    | TAG Heuer Porsche Formula E Team | 83     |
| 3    | DS Penske                        | 70     |
| 4    | Neom McLaren Formula E Team      | 62     |
| 5    | Andretti Formula E               | 57     |
| 6    | Nissan Formula E Team            | 55     |
| 7    | Envision Racing                  | 48     |
| 8    | Maserati MSG Racing              | 41     |
| 9    | ABT CUPRA Formula E Team         | 6      |
| 10   | ERT Formula E Team               | 3      |

| Pos. | Écurie                       | Points |
| ---- | ---------------------------- | ------ |
| 1    | Jaguar                       | 129    |
| 2    | Porsche                      | 122    |
| 3    | Nissan                       | 109    |
| 4    | Stellantis                   | 97     |
| 5    | Mahindra                     | 6      |
| 6    | Electric Racing Technologies | 3      |